# Централноамериканска цецилия
Централноамериканска цецилия (Gymnopis multiplicata) е вид земноводно от семейство Dermophiidae.

## Разпространение
Видът е разпространен в Гватемала, Коста Рика, Никарагуа, Панама и Хондурас.